# Шумник (община Лития)
Вижте пояснителната страница за други значения на Шумник.
Шумник (на словенски: Šumnik) е село в Словения, регион Средна Словения, община Лития. Според Националната статистическа служба на Република Словения през 2015 г. селото има 29 жители.